# Halim (cratère)
Halim est un cratère d'impact à la surface de Mercure. 
Le cratère a ainsi été nommé par l'Union astronomique internationale le 14 novembre 2024 en hommage à la peintre égyptienne Tahia Halim (1919-2003),. 
Son diamètre est de 44 km. Il se situe dans le Quadrangle de Shakespeare (quadrangle H-3) de Mercure.